# 姜春云
姜春云（1930年4月—2021年8月28日），男，汉族，山东莱西人，中国共产党、中华人民共和国政治人物，原副国级领导人。
曾任中共中央政治局委員、国务院副总理、中共中央書記處書記、全國人大常委会副委員長等職。他是中共第十三屆、十四屆、十五屆中央委員，十四屆、十五屆中央政治局委員，在十四屆四中全會上增選為中央書記處書記。

## 生平
1930年，姜春云出生在山东省莱西县，1946年在山东省莱西县教师训练班学习，1947年加入中国共产党，后任莱西县马仁区姜家泊小学教员，又担任中共莱西县马仁区委文书，中共莱西县委文书、秘书，开始从政生涯，20世纪50年代任莱西县委办公室主任、中共山东省莱阳地委生产合作部秘书科负责人至1957年，随后先后在中国土产出口公司青岛分公司和山东省青岛市外贸局秘书科担任副科长。
1960年，姜春云进入中共山东省委宣传部，历任指导员、一级巡视员、办公室副主任，1966年因文化大革命被下放农村和“五七”干校劳动，1970年在山东省革委会办公室担任秘书组负责人。1977年担任中共山东省委办公厅领导小组副组长，此后历任山东省委副秘书长、秘书长，山东省委副书记兼省委秘书长。
1984年7月至1987年7月，姜春云在山东省委副书记任内兼任济南市委书记，到任前曾就济南欠佳的城市卫生状况提出“马路无尘土，垃圾无堆积，场所无痰迹，市场无果皮，厕所无臭气，处处无蚊蝇，见缝就插绿，行路有秩序，待人有礼貌，服务要优质”的城市卫生文明标准。任满当年济南市工业总产值首次突破百亿（1983年济南全市工业总产值仅48.2亿元）。
1987年起，姜春云出任山东省人民政府省长、中共山东省委副书记。1988年起任中共山东省委书记。在任山東省委書記期間，堅持邓小平的改革开放路線，受到邓小平贊許及賞識。1992年中共十四大上，被選為中共中央政治局委員，仍兼任山東省委書記。
1994年，姜春云在中共十四届四中全会上被選為中共中央書記處書記，翌年被選為國務院副總理，主管農業經濟等工作。1997年中共十五大仍被選為中央政治局委員。1998年3月，第九届全国人大第一次会议上，姜春云当选全国人民代表大会常务委员会副委员长。2003年，姜春云任滿退休。
2021年8月28日20时57分，姜春云因病在北京市逝世，享年92岁；遺體於9月2日上午在北京市八宝山革命公墓火化。

## 评价
中国共产党对其的评价：
中国共产党的优秀党员，久经考验的忠诚的共产主义战士，无产阶级革命家，我国经济建设战线和社会主义法制建设的杰出领导人。

## 著作
- 《姜春云调研文集》共四卷，2010年新华出版社。有397篇文稿，约260万字。
  - 《山东改革与发展卷》 上下册
  - 《农业农村农民卷》 收录文稿129篇，全书分编为上下册。上册有中国农史篇、基础地位篇、加快发展篇、现代农业篇、深化改革篇、农村政策篇、农业产业化篇、乡镇企业篇。下册有区域特色篇、扶贫开发篇、科技兴农篇、兴修水利篇、造林绿化篇、水土保持篇、防灾抗灾篇、人文农教篇、调查研究篇。
  - 《民主与法制建设卷》包括立法工作篇、民主政治篇、环境法制篇、法律实施篇、人大建设篇。
  - 《生态文明与人类发展卷》
- 《姜春云诗词选集》，2017年中国文联出版社。收入选集的诗词90余篇，分为壮美河山、绿染华夏、人文名胜、红色记忆、农耕话语和人生情感六个部分。